# Филип Йозеф фон Тьоринг-Зеефелд
Филип Йозеф фон Тьоринг-Зеефелд (на немски: Philipp Joseph von Toerring-Seefeld; * 12 май 1680; † 26 октомври 1735) е граф на Тьоринг и Зеефелд в Горна Бавария.

## Биография
Той е малкият син на граф Максимилиан Фердинанд фон Тьоринг-Зеефелд (1632 – 1683) и съпругата му Мария Анна Катерина ди Сан Мартино (1651 – 1729), дъщеря на Октаве ди Сан Мартино, маркиз ди Сан Германо и Луиза Кристина Дамас де Кастелане. Брат е на Максимилиан Кайетан фон Тьоринг-Зеефелд (1670 – 1752).
Баща му е убит през 1683 г. при Втората обсада на Виена от турците. Майка му се омъжва втори път на 1 юли 1685 г. в Св. Петър в Мюнхен за граф Паул Фугер фон Кирхберг-Вайсенхорн (1637 – 1701). Филип Йозеф расте при майка си.
Филип Йозеф е дворцов майстер на курфюрст Максимилиан II Емануел от Бавария. Като такъв той възпитава трон-принца и по-късен император Карл Албрехт, за когото се грижи също в Мюнхен, когато родителите му са от 1705 г. в изгнание.
През 1709 г. фон Тьоринг се жени за фрайин Мауриция Франциска фон Фраунхофен (* 27 юли 1693; † 10 април 1738), дъщеря на фрйхер Франц Феликс фон Фраунхофен и Мария Аделхайд фон Пинценау. Чрез съпругата си той наследява господството Ау ин дер Халертау, където живеят в дворец Ау. Той особено много се интересува от история, фамилна история и древността.

## Деца
Филип Йозеф и Мауриция Франциска имат девет деца:
- Карл Евстах фон Тьоринг-Зеефелд (* 29 септември 1710; † 1724/1734)
- Мария Анна Николеа фон Тьоринг-Зеефелд (* 28 декември 1711, Мюнхен; † 10 юли 1780), омъжена за Фердинанд Йозеф фон Перуза
- Аделхайд Мария Кайетана фон Тьоринг-Зеефелд (* 11 май/юни 1713; † 1800)
- Антон Йохан Непомук Йозеф Феликс Мария Максимилиан фон Тьоринг-Зеефелд (* 17 май 1714; † 24 октомври 1763), женен на 21 юни 1740 г. за фрайин Мария Аделхайд фон Фраунхофен (* 1708; † 18 юни 1763, Ау)
- Максимилиан Франц фон Тьоринг-Зеефелд (* 4 април 1716; † 22 юли 1739, при Грока), женен за Мария Анна Клементина фон Франкенщайн
- Терезия Кунигунда фон Тьоринг-Зеефелд (1718 – 1718)
- Йохан Теодор фон Тьоринг-Зеефелд (1719 – 1719)
- Кайетан Андреас вфон Тьоринг-Зеефелд (1721 – 1722)
- Албрехт фон Тьоринг-Зеефелд († пр. 8 ноември 1740)